# Phonon
Phonon és l'interfície de programació d'aplicacions multimèdia de KDE.
L'objectiu del Phonon és facilitar als programadors l'ús de tecnologies multimèdia als seus programes, així com assegurar que les aplicacions que usen Phonon funcionin en diverses plataformes i arquitectures de so. Phonon crea una capa intermèdia entre els programes del KDE i els diferents motors multimèdia. Això permet als programes usar la interfície de programació d'aplicacions estable de Phonon, independentment dels canvis que es facin als citats motors. Un canvi en un motor multimèdia només requerirà adaptar Phonon al canvi, en lloc d'haver d'adaptar cadascuna de les aplicacions que l'usen.

## Característiques
Phonon es comunica amb diversos backends, els quals els desenvolupadors anomenen "motors"; cada motor treballa amb un backend específic:
- Els backends suportats en sistemes tipus Unix són: Xine, GStreamer, VLC, MPlayer.
- Els backends suportats a Windows són: DS9, VLC, MPlayer.
- El backend soportat en Mac OS X és QuickTime.

## Trolltech
Trolltech usa Phonon a Qt 4.4 per proveir suport multi-plataforma d'àudio/vídeo. En addició als backends de Linux, backends per a Quicktime (OS X) i DirectX (Windows) estan sent actualment desenvolupats.